# Louis Delanois
Louis Delanois était un menuisier en sièges français du XVIIIe siècle, né en 1731 et mort le 20 mars 1792. Il a été reçu maître le 27 juillet 1761.

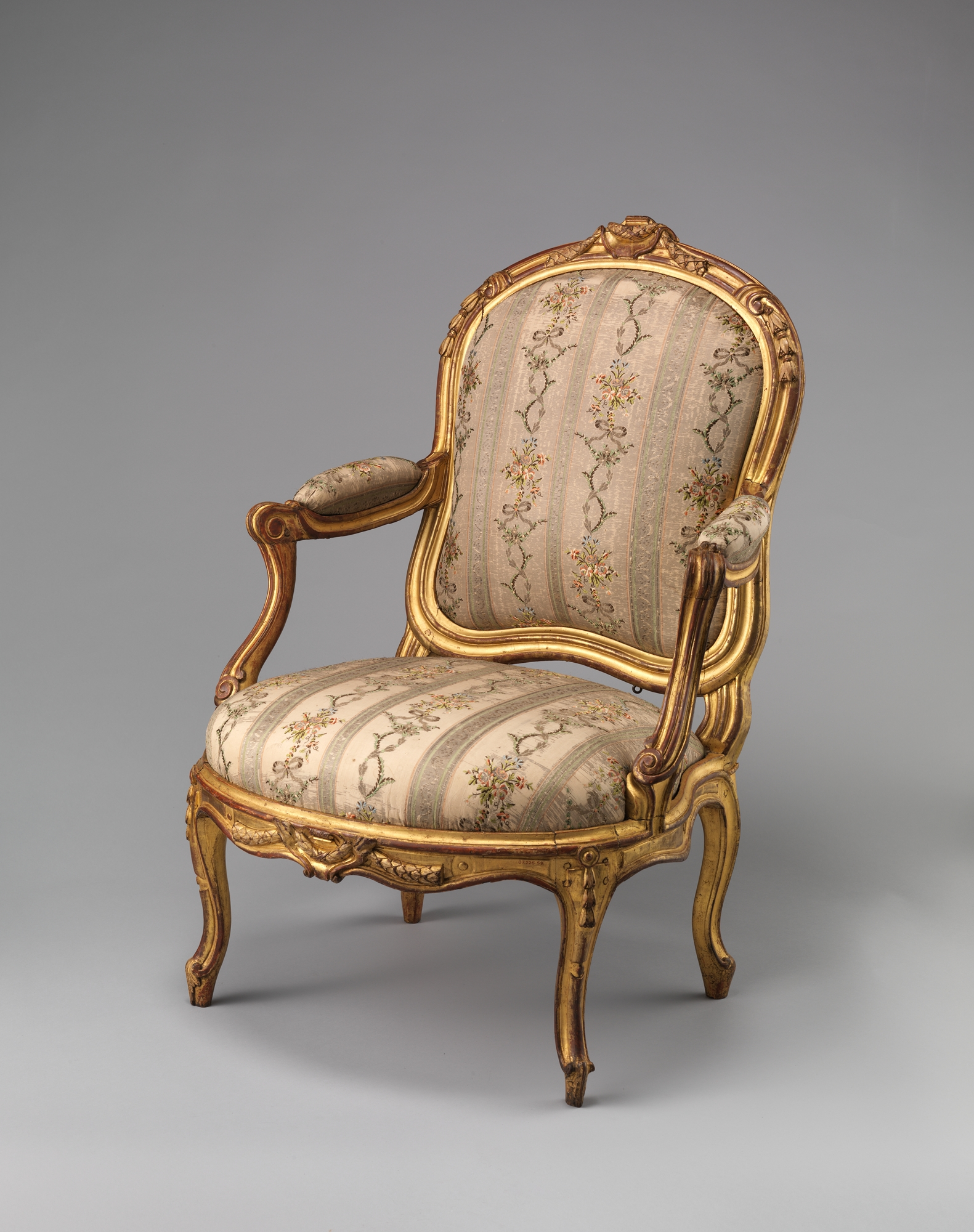
Louis Delanois, fauteuil (Metropolitan Museum)

## Biographie
Louis Delanois fut le menuisier en sièges le plus important de la période Transition. Vers la fin des années 1760, il proposa des dossiers de siège, dits en "cul de four".

### Son estampille
L DELANOIS

## Musée
- Musée du Louvre
  - Duchesse brisée (Aile Sully - 1re étage - section 50)
  - Fauteuil en noyer doré, avec tapisserie de Beauvais (Aile Sully - 3e étage - section 55)
  - Fauteuil à la Reine - Musée des Arts Décoratifs